# José Carlos Monteiro Guimarães
José Carlos Monteiro Guimarães (Queimados, 22 de maio de 1978) é um futebolista paralímpico brasileiro, que se posiciona como atacante.
Atualmente atua na seleção brasileira de futebol de 7, exclusiva a deficientes intelectuais; na qual representou seu país nos Jogos Olímpicos de Verão de 2016, no Rio de Janeiro.